# Mej
Mej eller mäj, besläktat med latinets metere, kallas ett slags lie, stundom försedd med så kallat mejhand, som användes vid slåtter. Uttrycket meja ned är etymologiskt kopplat till ordet mej, liksom ordet mejare, som betyder slåtterkarl.